# Bhútánská kuchyně

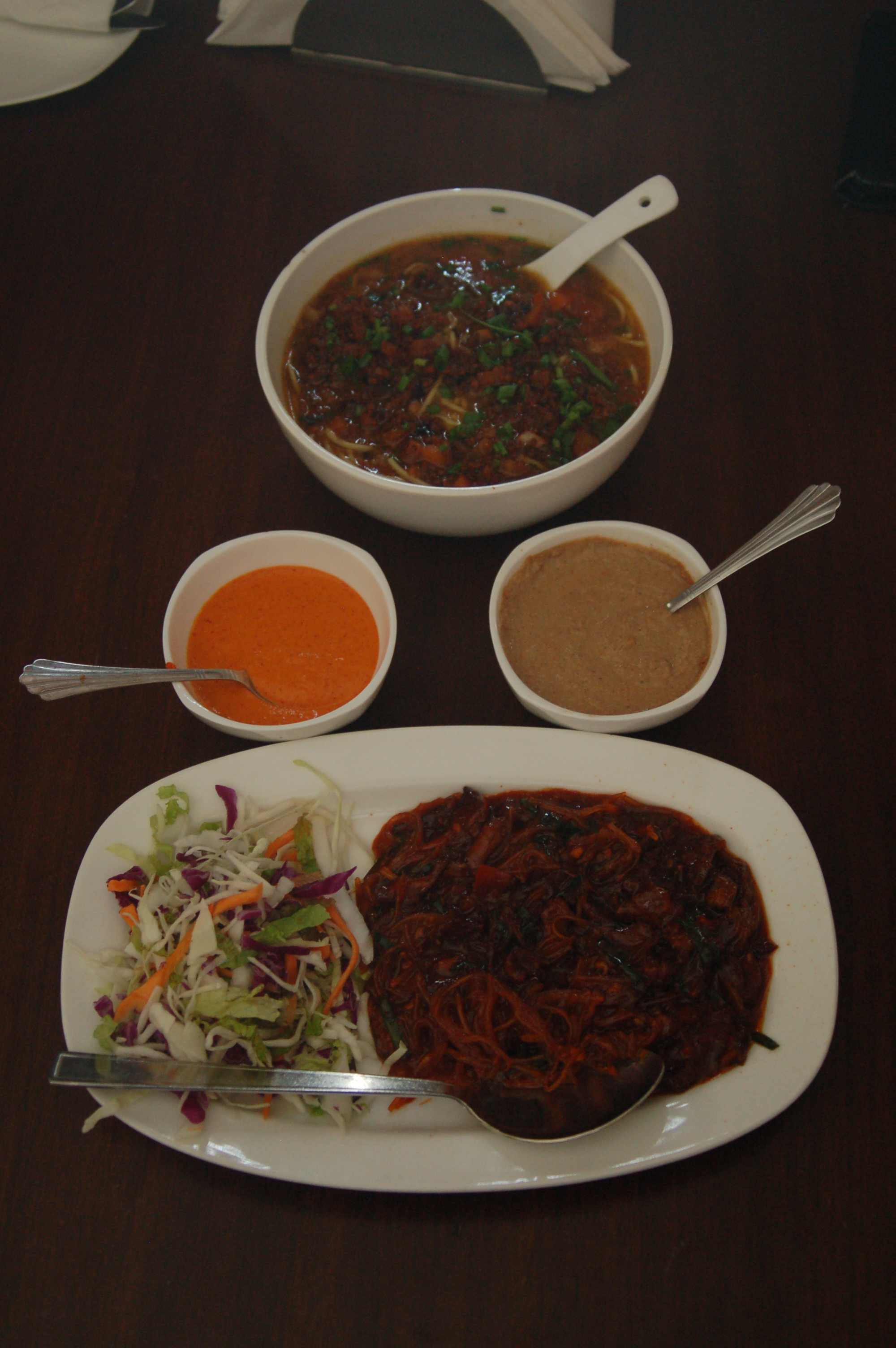
Bhútánská polévka

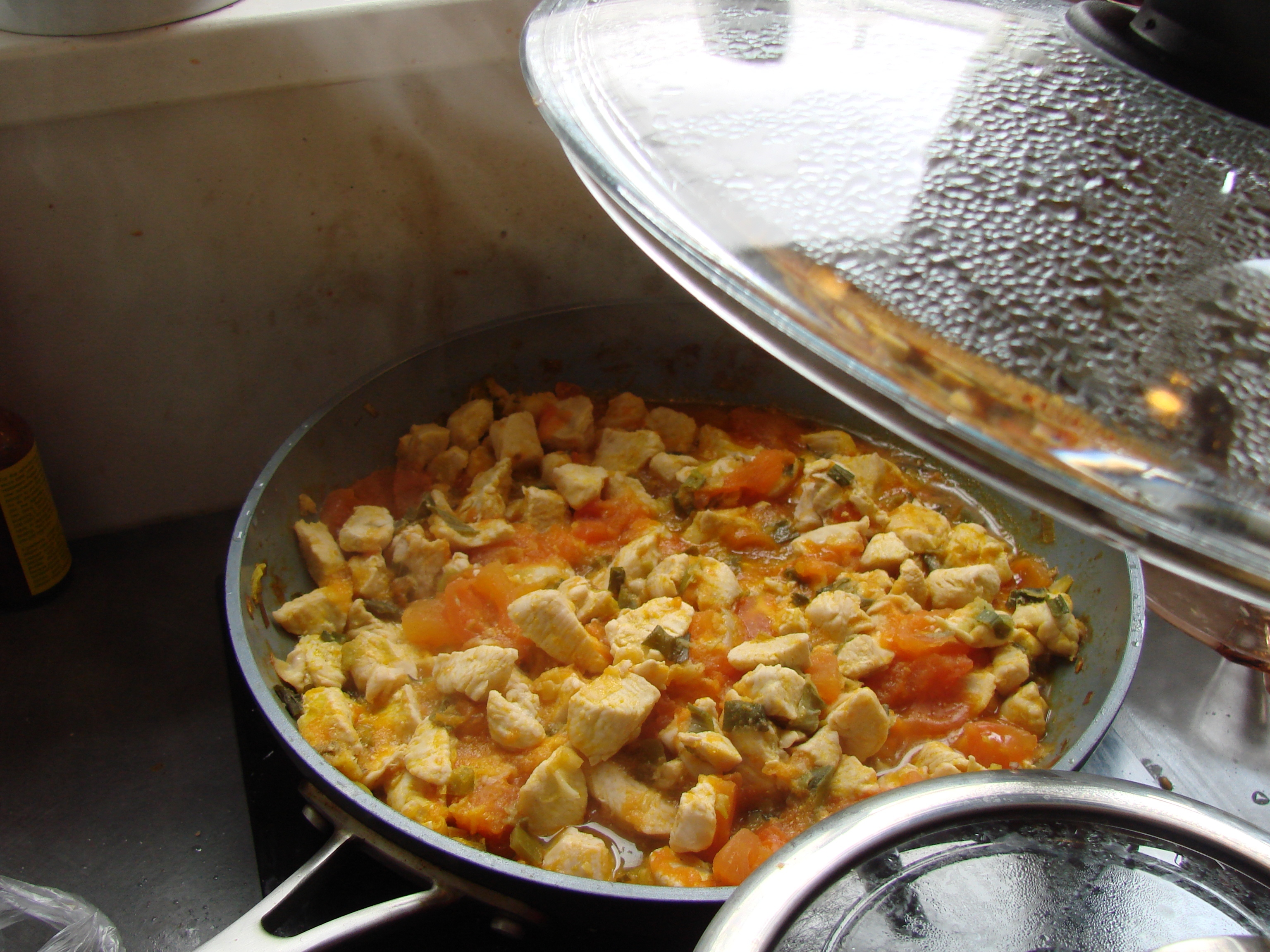
příprava jaša marú

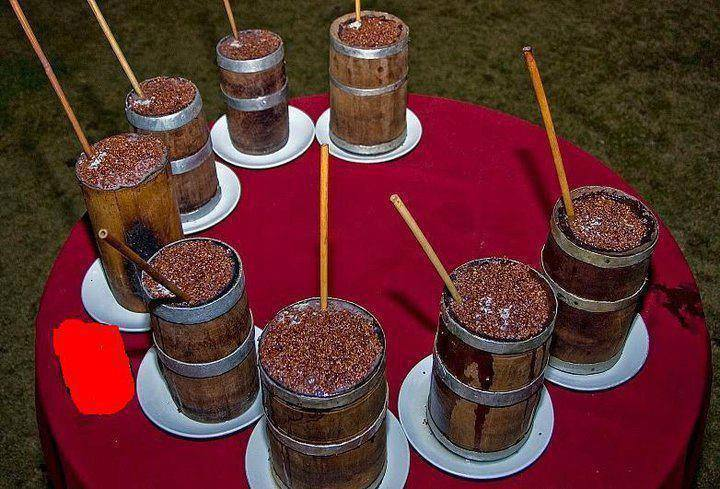
Tradiční tibetské pivo, velice populární v Bhútánu

Bhútánská kuchyně (dzongkha: འབྲུག་ཟས་; wylie: 'brug-zas) je tradiční kuchyně obyvatel Bhútánu. Využívá převážně lokální produkty, jako jsou obilniny, luštěniny, zelenina a maso. Nejčastějšími úpravami pokrmů je vaření a dušení, na jihu země je také rozšířená příprava jídel pečením a smažením. 
Jsou zde znatelné také vlivy tradiční tibetské, indické kuchyně a také nepálské kuchyně.

## Ingredience
Základními složkami tradiční bhútánské kuchyně je bhútánská rudá rýže, odrůda rýže unikátní pro Bhútán, pohanka a luštěniny. Ve vyvýšených polohách zharnuje tradiční strava také maso jaků, ovcí, hovězího dobytka, prasat a drůbeže.  Více než maso se však konzumují mléčné výrobky (sýry, máslo) připravované hlavně z jačího mléka, například datsi. Důležitou složku bhútánské kuchyně tvoří také zelenina - k přípravě pokrmů se využívají chilli papričky, brambory, kukuřice, špenát a jiná listová zelenina, cibule, chřest, květák, a také divoké kapradiny a houby.
Jídla se nejčastěji dochucují kardamonem, zázvorem, koriandrem, kurkumou, sečuánským pepřem, čili papričkami a také česnekem. 

## Tradiční pokrmy
- coem (tsoem) - druh kari, připravovaný dušením různých druhů zeleniny, na kousky nakrájeného masa, chilli papriček a hub, podávaný s omáčkou a rýží [1]
- pa - větší kus masa dušený se zeleninou a chilli [3]
- phakša pa - vepřové maso dušené s ředkví, cibulí a chilli [4]
- kewa phakša - vařené vepřové s bramborami a chilli [4]
- jaša marú - nadrobno nakrájené kuřecí vařené s rajčaty, ochucené zázvorem a česnekem [4]
- ema datsi - chilli papričky vařené s jačím sýrem datsi [5]
- kewa datsi - brambory vařené s datsi [5]
- šamu datsi - houby vařené s datsi [6]
- chuluay - placka připravená z pohankové mouky [1]
- dango - hustá kaše připravená z pšenice nebo prosa vařícího se v horké vodě [1]
- momo - knedlíčky plněné nejčastěji sýrem [6]

## Nápoje
Oblíbeným místním nápojem je suja, nápoj připravovaný z čajovníkových lístků, jačího másla a soli, a čeringma, bhútánský bylinkový čaj, který je také součástí tradiční medicíny. Z alkoholických nápojů je zde oblíbeno zejména čang, pivo z prosa nebo rýže, či ara, nápoj připravovaný fermentací nebo destilací rýže, kukuřice, prosa nebo pšenice. 